# Xã Lima, Quận Adams, Illinois
Xã Lima (tiếng Anh: Lima Township) là một xã thuộc quận Adams, tiểu bang Illinois, Hoa Kỳ. Năm 2010, dân số của xã này là 534 người.